# Audrey Garcia
Pour les articles homonymes, voir García.
Audrey Garcia est une boxeuse française née le 27 février 1980.

## Carrière sportive
En 2001, elle remporte la médaille d'argent aux championnats d'Europe amateur à Saint-Amand-les-Eaux en moins de 54 kg (poids coqs) et réédite cette performance la même année aux championnats du monde amateur à Scranton. Elle est sacrée championne de France en 2001, 2002, 2004 et 2006.